# Bordesholm
Bordesholm är en Gemeinde i Kreis Rendsburg-Eckernförde i det tyska förbundslandet Schleswig-Holstein. Kommunen ligger cirka en mil sydväst om Kiel. Kommunen ingår i kommunalförbundet Amt Bordesholm tillsammans med ytterligare 13 kommuner.
Byn Bordesholm grundades omkring år 1330 då Neumünster-klostret, som grundats 1127 av biskop Vicelinus, flyttades till en ö i Bordesholmsjön. Sankt Vicelinus begravdes där 1332. Under perioden 1773–1865 styrdes området av kungen av Danmark, som då var hertig av Holstein. I klosterhyrkan finns även den svenske prinsen Karl Fredriks grav.